# Heinrich Jakob Fried

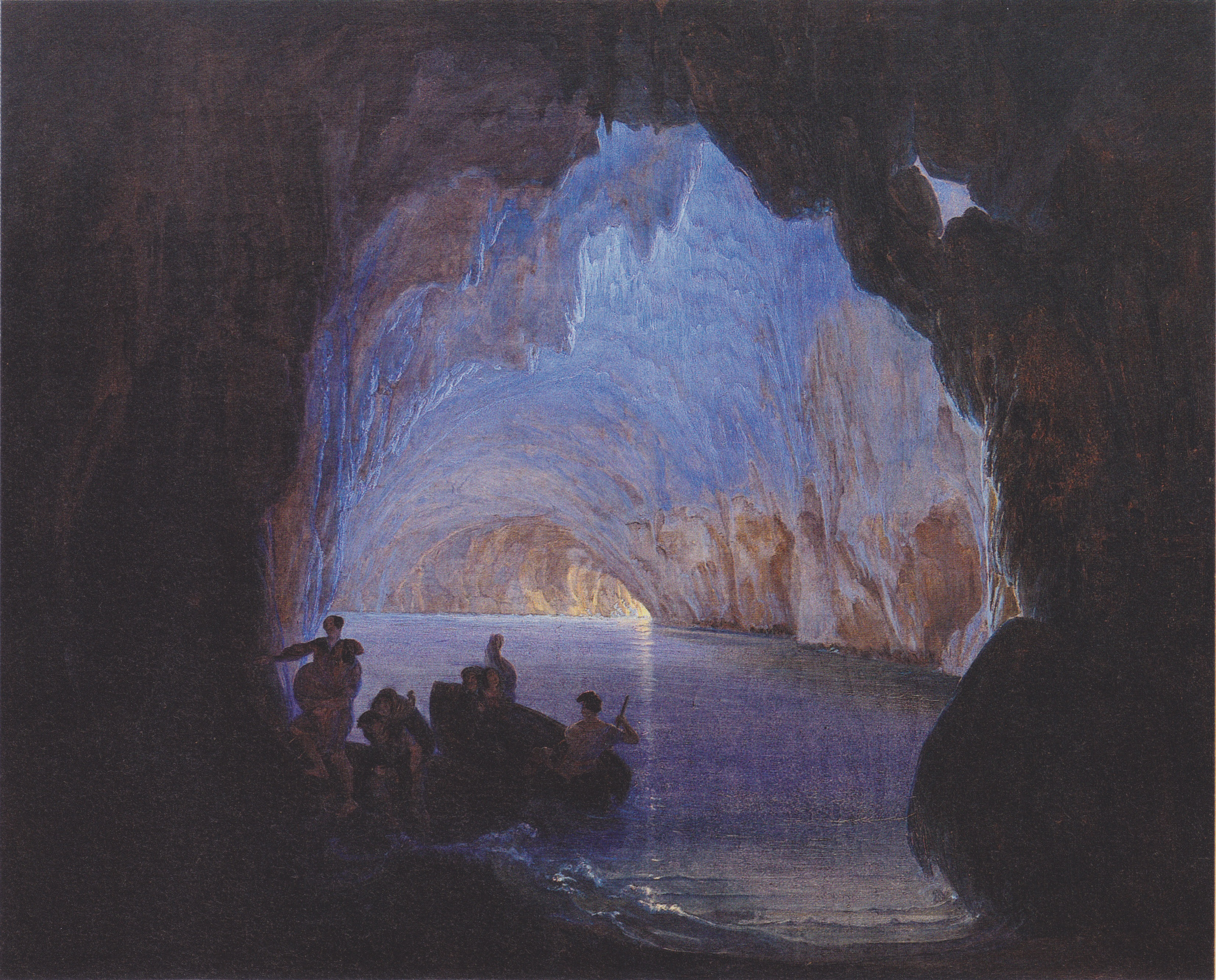
Heinrich Jakob Fried: Blå grottan på Capri 1835.

Heinrich Jakob Fried, född den 11 mars 1802, död den 2 november 1870 i München, var en tysk målare.
Fried studerade för Cornelius och i Rom. Han behandlade ämnen ur Tysklands medeltidshistoria och den romantiska poesin: Den sårade riddaren, Riddar Toggenburg, Gretchen vid spinnrocken, Blå grottan på Capri (Kunsthalle Bremen) med mera. Han utgav även en samling dikter, Epheuranken (2 band, 1840–1841).